# Abadia de Frating
A Abadia de Frating foi uma abadia na vila de Frating, em Essex, Inglaterra.